# انرژی پلازا
انرژی پلازا (به انگلیسی: Energy Plaza) آسمان‌خراشی در مرکز شهر دالاس، تگزاس، مستقر در ضلع شمالی میدان شکرگزاری و در خیابان برایان قرار گرفته است.
این سازه توسط معمار معروف آمریکایی چینی‌الاصل یو مینگ پِی معروف به آی. ام. پی و به سفارش شرکت آرکو طراحی شده است. ارتفاع این ساختمان ۱۹۲ متر بوده، که شامل ۴۹ طبقه می‌باشد. انرژی پلازا به‌عنوان نهمین ساختمان بلند در شهر دالاس، شناخته می‌شود. مالک فعلی این ساختمان اداری-تجاری، شرکت بی‌پی می‌باشد.